# Tales of the Green Beret
Tales of the Green Beret es una tira cómica estadounidense creada por el autor de no ficción Robin Moore y el artista de historietas bélicas de DC Comics Joe Kubert. Publicada en la década de 1960, su ambientación en la Guerra de Vietnam coincidió con el controvertido conflicto de la vida real.

## Historial de publicaciones
Tales of the Green Beret comenzó como una tira diaria el 20 de septiembre de 1965, completando 72 tiras numeradas. Desde el 4 de abril de 1966, se publicó tanto diariamente como los domingos, con guiones de Howard Liss. Hubo ocho historias de Kubert:
- 1965: Viet Cong Cowboy
- 1966: Kidnap Ksor Tonn, Sucker Bait, Chris Kidnapped, Project Oilspot
- 1967: Freedom Flight, The Syndicate, Prince Synok

Kubert abandonó la tira en enero de 1968. Su última tira dominical fue la del 7 de enero, y su última diaria fue la del 10 de enero. La tira continuó hasta el 21 de julio de 1968 con ilustraciones de John Celardo y escritura de Robin Moore.
La primera historia se reimprimió en un libro de bolsillo de Signet Books a partir de The New American Library; la mayor parte de la tira se ha reimpreso en tres libros de Blackthorne y en dos revistas de Dragon Lady Press. Entre los dos conjuntos de reimpresiones se encuentra la mayor parte de mayo de 1967. Las últimas tiras de Kubert, del 31 de diciembre de 1967 y posteriores, no han sido reimpresas, ni ninguna de las tiras de Celardo.
Tales of the Green Beret continuó publicándose como historieta estadounidense por Dell Publishing desde 1967 a 1969.